# Sabine Fahrenwald
Sabine Fahrenwald geborene Erbs (geboren am 17. Juli 1964 in West-Berlin) ist eine deutsche Handballspielerin und Handballtrainerin.

## Vereinskarriere
Sie spielte Handball in ihrer Geburtsstadt beim TSV GutsMuths Berlin.

## Nationalmannschaft
Sie bestritt mindestens 140 Länderspiele für die deutsche Nationalmannschaft.
Mit dem Team stand sie im Aufgebot des Deutschen Handballbundes bei den Olympischen Spielen 1984 und bei der Weltmeisterschaft 1986, bei der sie in sechs Spielen neun Tore warf.

## Trainerin
Als Handballtrainerin war sie bis Januar 2011 bei den Füchsen Berlin zusammen mit ihrem Ehemann aktiv.

## Privates
Sabine Fahrenwald ist verheiratet. Ihr Ehemann ist auch Handballtrainer.